# Attributo (filosofia)
Per attributo in filosofia s'intende genericamente la qualità che viene riferita a un ente. In particolare nella Logica è ciò che si afferma o si nega del soggetto di un giudizio dove l'attributo coincide con il predicato.

## Storia del concetto

### Filosofia antica
Nella metafisica aristotelica l'attributo assegna una caratteristica essenziale ad una sostanza e quindi si oppone al termine accidente che esprime una qualità che può esserci o non esserci.
Nel neoplatonismo e nella scolastica medievale gli attributi sono il tentativo del limitato intelletto umano di esprimere con nomi le infinite qualità di Dio: onniscienza, onnipotenza ecc.
Porfirio (233/234–305) parla di attributi dialettici intendendo i cinque universali che caratterizzano gli enti: il genere, la specie, la differenza specifica, la proprietà e l'accidente.

### Filosofia moderna
Cartesio intende per attributi le caratteristiche fondamentali delle sostanze infinite:

#### Spinoza
Per Spinoza quando si definisce Dio si cerca di precisarlo nei suoi attributi cioè «ciò che l'intelletto percepisce della sostanza come costituente l'essenza di essa» 
Spinoza afferma che questi attributi di Dio non possiamo limitarli ad una certa categoria, a lui dovremo riferire tutti gli attributi possibili ed immaginabili e ciascuno di questi attributi è infinito e perfetto nel suo genere come Dio: e ciascuno è eterno come Dio, perché gli attributi sono Dio stesso.
Gli attributi infatti non sono un modo di concepire Dio o la sostanza perché gli attributi sono la reale espressione di Dio («Dio o tutti gli attributi di Dio»), cioè anche se noi non concepissimo questi attributi, Lui li avrebbe ugualmente perché la sostanza esiste indipendentemente da chi la penso.
Ma tutti gli attributi che si possono immaginare di Dio si riducono sostanzialmente a due, gli unici che si riescono effettivamente a conoscere: pensiero ed estensione (la res cogitans e la res extensa di Cartesio) ma, a differenza di Cartesio che li intende come sostanze, questi per Spinoza sono due attributi di Dio, due forme con cui l'unica sostanza divina si manifesta a noi come il complesso di tutti i fenomeni naturali, cioè tutte le cose che riguardano la materia e il complesso di tutti i fenomeni non materiali, di tutte le cose che riguardano il pensiero.
Quindi tutte le cose materiali derivano dall'attributo dell'estensione e tutte le cose non materiali derivano dall'attributo del pensiero o meglio, come dice Spinoza le cose e le idee sono rispettivamente i modi di essere dell'attributo estensione e i modi di essere dell'attributo pensiero.

##### Dio e i suoi attributi
C'è perfetta identità tra Dio e i suoi attributi. Infatti quando si pensa il pensiero e l'estensione lo si concepisce in sé e per sé, intuitivamente, in maniera diretta e non mediata da altri concetti, come si fa per la concezione della sostanza. Così mentre l'estensione si concepisce in sé e per sé, invece ad esempio il movimento, lo si può concepire solo facendo riferimento a qualcosa che ha in sé l'estensione, quindi il movimento è un modo dell'estensione.
Così se si pensa un'idea la si può pensare solo facendo riferimento al pensiero, quindi quell'idea sarà un modo del pensiero.
Dio o tutti gli attributi di Dio, ma Dio è Causa di sé, è l'esistenza, mentre l'attributo non è causa di sé, anche se partecipa all'essenza della sostanza: Dio è l'esistere senza il quale ci sarebbe l'inesistente, per cui l'attributo ha motivo di esistere perché  l'esistenza stessa di Dio è, e quindi permette l'esistenza dei suoi attributi, Egli è causa dei suoi attributi.
Dio è l'esistenza che prova l'inesistenza del nulla, Egli semplicemente è e consente l'esistenza degli attributi che concorrono a formare la sua essenza, essi sono causati dalla causa sui, l'essenza degli attributi è l'esistenza, gli attributi sono l'essenza della sostanza che di per sé è indipendente dagli attributi poiché, nel caso che non si ravvisasse l'autonomia della causa sui, anche gli attributi sarebbero delle sostanze, il che è assurdo.